# Metaclisis monheimi
Metaclisis monheimi är en stekelart som först beskrevs av Förster 1861.  Metaclisis monheimi ingår i släktet Metaclisis och familjen gallmyggesteklar. Inga underarter finns listade i Catalogue of Life.